# Ползуново
Ползуно́во — населённый пункт и станция, входит в муниципальное образование городской округ Барнаул. Административное подчинение — Центральный район.

## География
Станция и населённый пункт Полузново находится на краю Барнаульского ленточного бора, возле реки Барнаулки, левого притока Оби. Расстояние до центра Барнаула по трассе составляет 12 км, по прямой 8 км.
Климат
Континентальный климат Барнаула и географическое положение города на юге Западной Сибири определяет контрастность погодных условий. Территория края открыта для воздействия воздушных масс, как со стороны Алтайских гор, так и с Северного Ледовитого океана. В то же время с полупустынных районов Средней Азии поступают теплые массы воздуха. В посёлке, так же, как и в городе, морозная продолжительная зима и тёплое короткое лето. Самый холодный месяц года — январь (средняя температура −17,5 °C), самый тёплый — июль (+19,8 °C). Среднегодовое количество осадков составляет 539 мм, их основное количество выпадает в тёплый период года (апрель — октябрь). В поселке преобладают ветра юго-западного, западного и южного направления.
Улицы
В населённом пункте 3 улицы: Жигалина, Ивкина и улица им Н. Ивлева.
Станция Ползуново
- относится к Западно-Сибирской железной дороге.
- Код ЕСР: 840147
- Код Экспресс-3: 2044885
- На станции останавливаются электрички и пригородные поезда[5].

Ближайшие транспортные узлы
- остановочный пункт Лебяжье около 3 км;
- остановочный пункт Власиха около 3 км;
- Автостанция «Южная» (автовокзал) около 4 км;
- Автостанция «Западная» (автобусная остановка) около 6 км;
- остановочный пункт 229 км около 6 км;
- остановочный пункт Ядринцево около 7 км.

## Население
| 2001 | 2002 | 2003 | 2004 | 2005 | 2006 | 2007 |
| ---- | ---- | ---- | ---- | ---- | ---- | ---- |
| 204  | ↗218 | ↗223 | →223 | ↗230 | ↗239 | ↗243 |
| 2008 | 2009 | 2010 | 2011 | 2012 | 2013 |      |
| →243 | ↗254 | ↗320 | ↗324 | ↗327 | ↗332 |      |

## Эко-парк «Ползуново»
В 2017 году усилиями жителей посёлка и волонтёров были расчищены берега речки от многолетней свалки. Затем общественная организация ТОС «Станция Ползуново» выиграла президентский грант, приняв участие в конкурсе «Зелёный город», на который представила экологический проект «#ПростоПочистим». Результатом реализации гранта стала последующая работа над созданием эко-парка «Ползуново». В 2018 году пришлось проводить работу по восстановлению эко-парка, так как в из-за большого паводка берега Барнаулки, на которой расположен поселковый парк, оказались сильно повреждены сходившим ледовым затором. Жители на свои средства отсыпали дорогу, ведущую к посёлку. В эко-парке общими усилиями создана аллея «Добрых слов».